# ミニチュア撮影

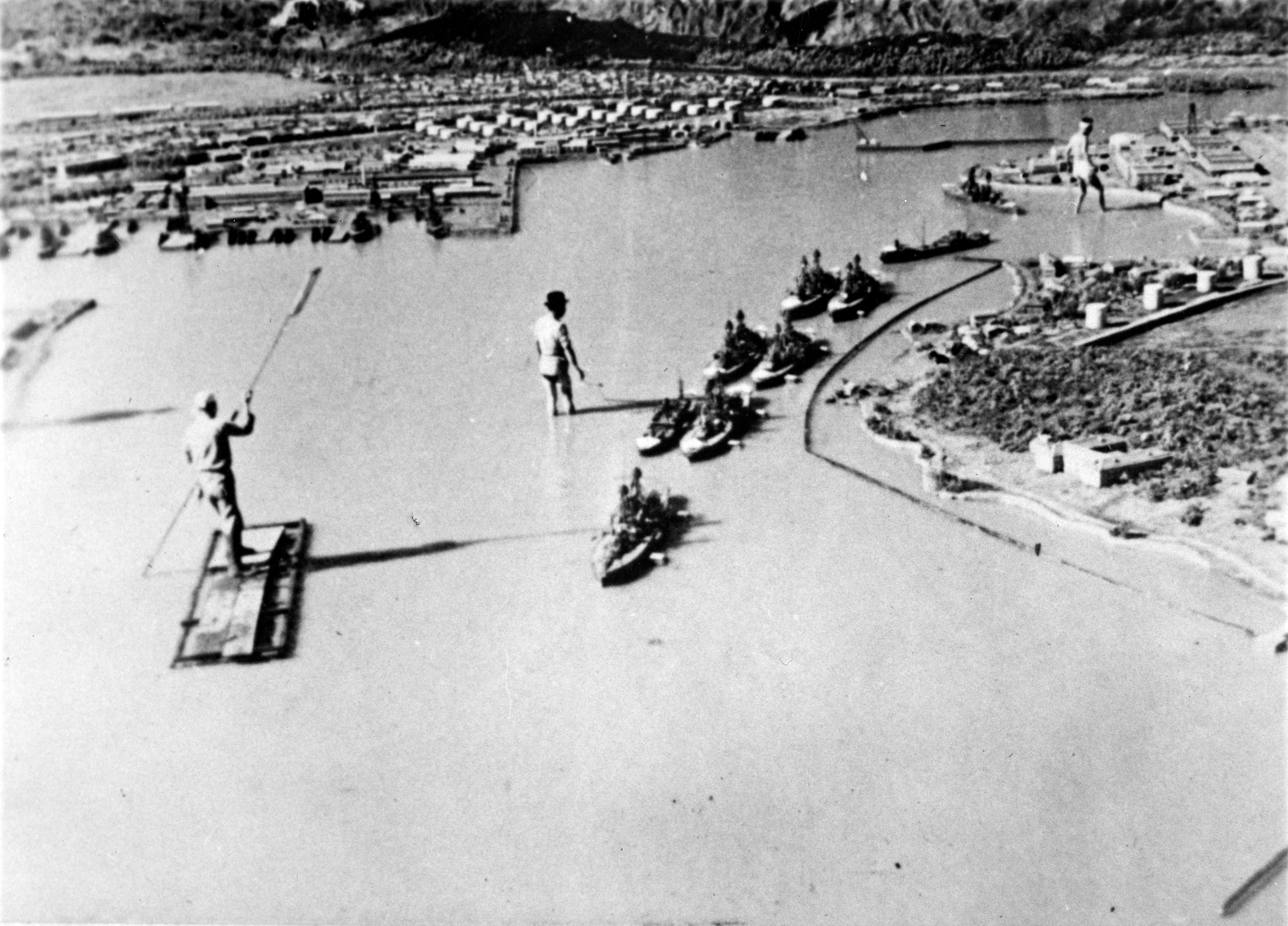
映画『ハワイ・マレー沖海戦』の撮影のために製作された、真珠湾軍港およびアメリカ海軍艦艇のミニチュア

ミニチュア撮影（ミニチュアさつえい）とは映画などで縮尺模型（ミニチュアモデル）を使って行われる撮影、特殊効果をいう。

## 概要
ミニチュア撮影は実物大のセットを用意することが物理的、経済的な理由で困難な場合に行われる特殊撮影の一つである。
たとえばスティーヴン・スピルバーグ監督の『1941』(1979年)のラストシーンで断崖から崩れ落ちる2階建ての家は実物大のセットを使って撮影されたものであったが、同タイトルにおいて、大観覧車が桟橋から海へ転げ落ちるシーンは室内プールと精巧なミニチュアセットを使って撮影された。日本でも戦中に作られた国策映画『ハワイ・マレー沖海戦』(1942年)では、特技監督の円谷英二によるミニチュアモデルとワイヤー操演によって、真珠湾攻撃、マレー沖海戦の空戦映像が製作された。
これらを実物大のセットを製作して撮影することは物理的には不可能ではないが、そのためには莫大な予算と膨大な人員が必要であり、セットを組むために広大な敷地が必要なことなどから、現実的にはほとんど不可能である。また、怪獣映画やSF映画のように、現実には物理学的に成立し得ない架空の巨大生命体や人造物が現実の風景の中に登場するものは、どれだけの予算があったとしても現物を用いて撮影することは不可能である。
上述のような対象を映像で表現するために生み出されたのが「縮尺模型を使い、特殊な技術を用いて撮影する」ミニチュア撮影であり、表現したい対象や映像に合わせて次々と新しい技法が編み出され、発表される毎に当時の観衆を驚嘆させてきた。
1990年代以降においては3DCG技術の台頭により、ミニチュアを用いた特殊撮影は古典的という見方もされ、事実、広いスタジオにミニチュアセットを作るという事はほぼ無くなったが、映画制作においては臨機応変な技術の生かし方が求められるため、ミニチュア特撮が全く無くなってしまうということはなく、目立たない部分で未だに使われている事も多い。
なお、日本では「映画の特殊撮影に用いる縮尺模型」を指す言葉として模型雑誌等で「プロップ (prop)／プロップモデル（prop model）」 という用語が使われていることがあるが、「プロップ」とは「映画や演劇の撮影／上映のために使われる、スタジオ／オープンセット以外の物品」の意味であり、誤用である。

## 撮影技術

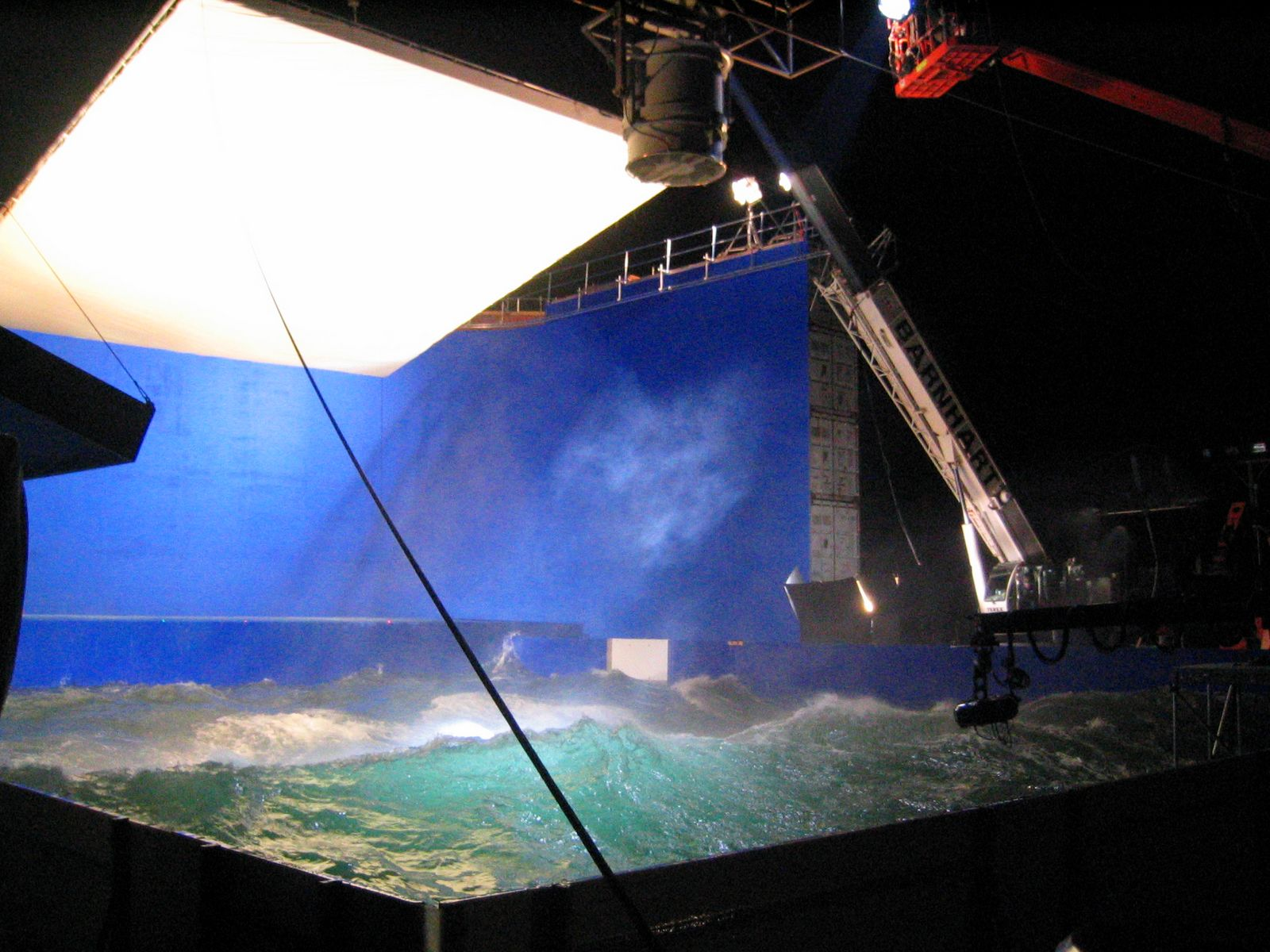
守護神 (映画)の撮影に使われたプール

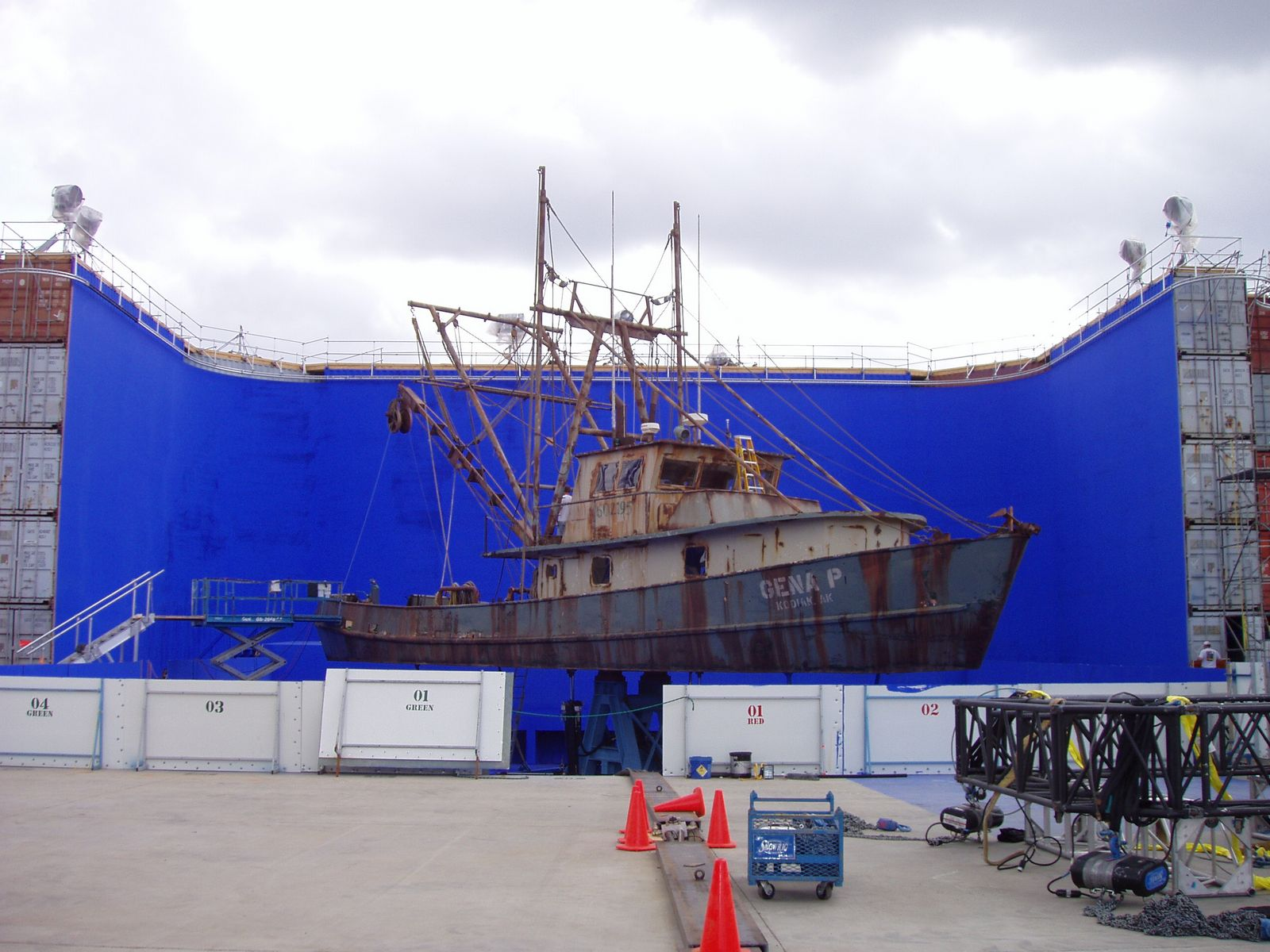
守護神 (映画)の撮影に使われた船舶の模型。背景にブルーバックを使用している

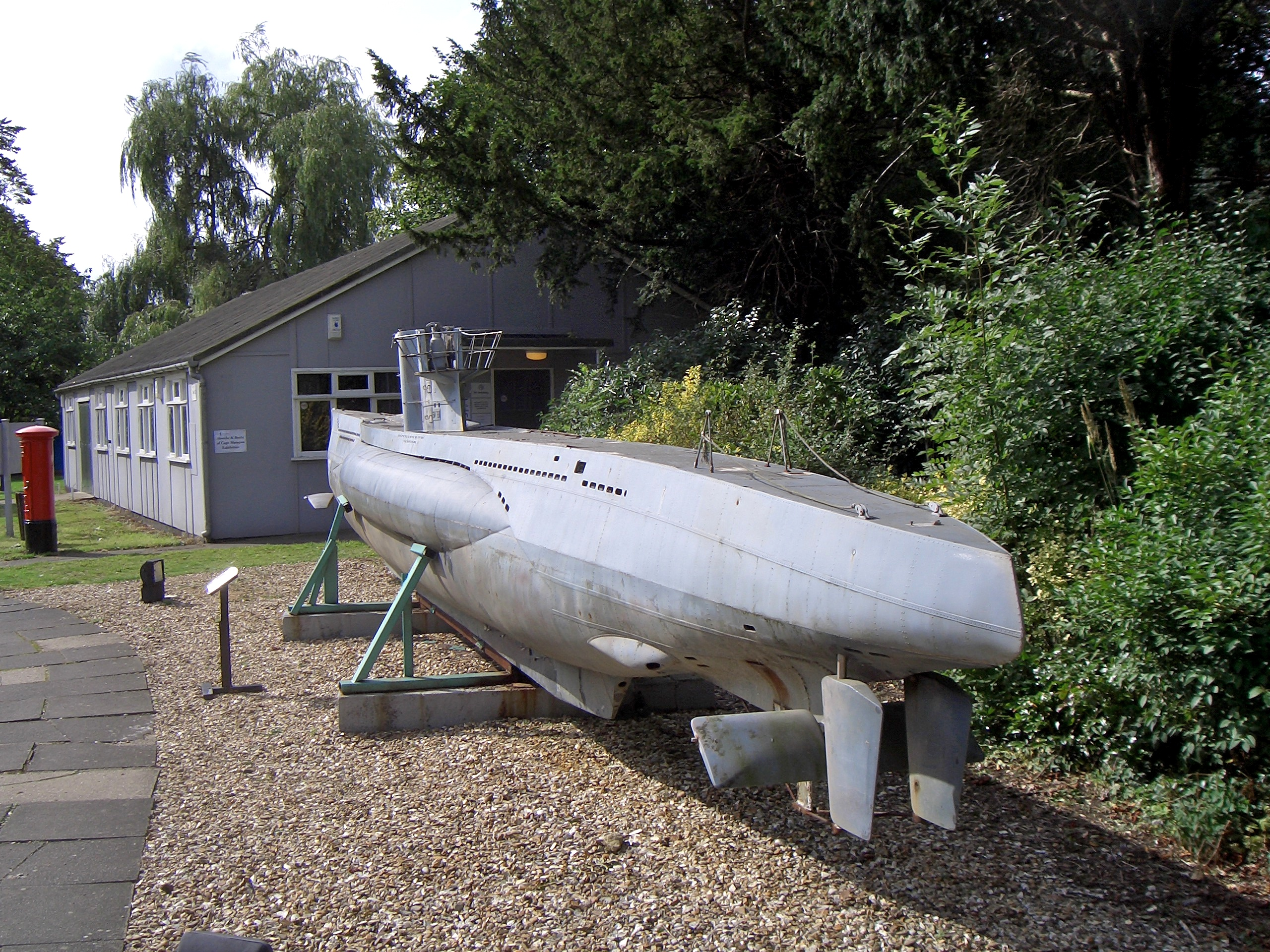
映画『エニグマ』で使われた、1/5スケールのUボートのミニチュア。

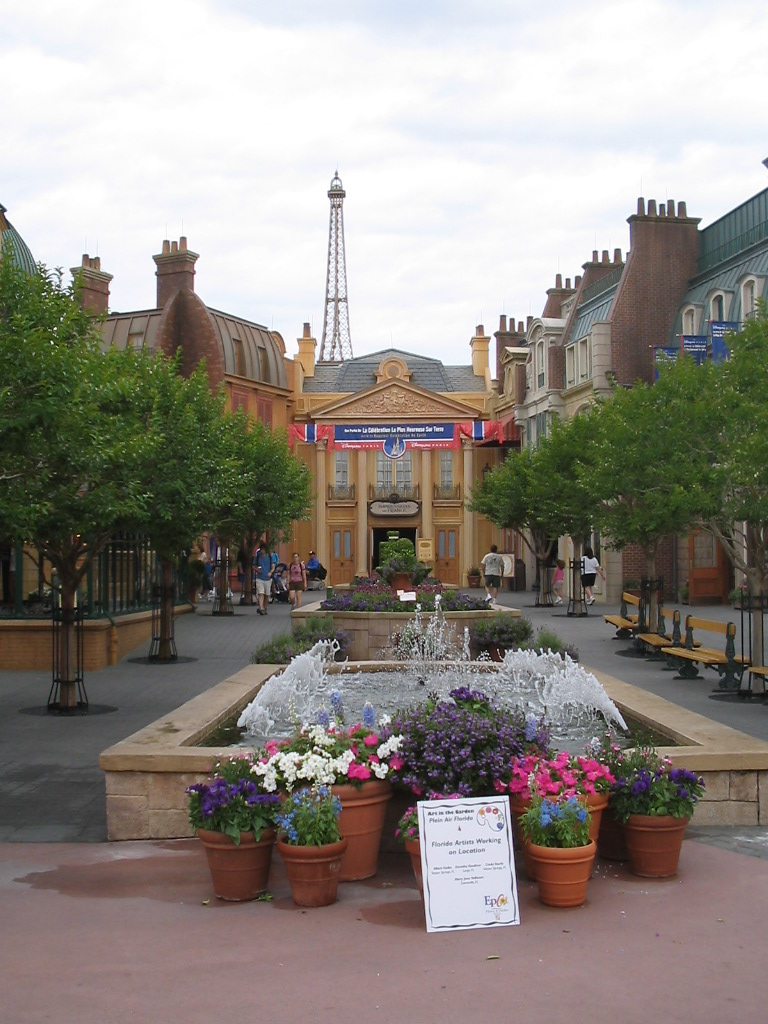
強制遠近法の例。米国フロリダ州にあるテーマパーク「エプコット」のフランスパビリオンでは、通りと街路樹は手前ほど広く、高く、奥ほど狭く、低くなっている。通りの向こうに見えるエッフェル塔はパリのものよりかなり小さいミニチュアのレプリカである。

ミニチュア撮影は、その名の通り縮小模型を用いて撮影される。用いられる縮尺模型には、地形や市街地を再現した「ミニチュアセット」や、自動車や航空機、船舶などを製作したミニチュアモデルとがある。その材料は様々であり、ミニチュアセットの場合はジオラマや建築模型に使われるような石膏、発泡スチロール、段ボール、ベニヤ板、針金などが用いられる。また、森林の表現にはヒムロ杉が用いられる事が多い。ミニチュアモデルにはプラスチック、ファイバーグラス、レジンキャストなどの合成樹脂が使われることが多いが、古くは木製のモデルが一般的であった。時代が下りプラモデルが一般に市販されているようになると、市販のキットを改造する、もしくは電飾を仕込むなどして使われている例も多い。
ただし、ジオラマやプラモデルと異なるところは映画の撮影用セットである、という点にあり、ジオラマでは使われる事が少ない、実際の土や水を使って製作される部分もあり、また劇中の効果にあわせて、火薬や燃料を仕込んで爆破するように製作したり、カメラ位置確保のためにミニチュアを脱着可能にしたりと、撮影効果のためのギミックが組み込まれる事も多い。「高熱により溶ける鉄鋼製品」の表現に用いるため、蝋で製作されるというミニチュアモデルも存在する。素材としては蝋の他に、繊細なディテールが必要であり、かつある程度の強度が必要なものを表現するために、飴細工で鉄塔を製作した、という例もある。
海上のシーンではプールに船の模型を浮かべて撮影する手法が一般的である。模型のサイズは様々だが、ディテールを追求するためと、後述のスケール問題を解決するため、人が乗り込める程の大きさで作成することもある。1960年の東宝映画、『ハワイ・ミッドウェイ大海空戦 太平洋の嵐』では、日本海軍の軍艦が8メートルを超える特大の大きさで製作され、最も大きい空母飛竜のミニチュアは全長13メートルもあった。これらのミニチュアはその大きさから東宝スタジオのプールには設置できないため、実際に海に浮かべての撮影が行われた。各ミニチュアはエンジンと操縦装置を内蔵して作られ、撮影現場まで自航した。
撮影にあたっては、縮尺模型をリアルに見せるため、様々なテクニックが用いられる。たとえば爆発炎上する自動車は燃えやすい素材で造り、パラフィンと石油を電気的に起爆することでより自然な爆発に見せたり、屋外プールを使ってライティングを自然光としたり、プールの水を黒く着色し、洗剤を混ぜて荒れ狂う波を再現する、背景にブルーバックを利用するなど工夫が凝らされている。意外な素材が使われることも多く、『空の大怪獣 ラドン』（1956年）では流れる溶岩の表現に溶かして赤熱させた鉄を用い、『日本沈没』（1973年）では、津波のシーンを撮影するにあたり、様々な技法を試した結果ビールを着色したものが波飛沫の再現に最適とされ、大量のビールを使用している。
焦点深度も重要な問題である。ミニチュア撮影では画面全体にピントが合うように絞り値を大きめにする（絞り込む）のが通常である。パースをきつくするため、被写界深度の深い広角レンズも利用される。より奥行き感を出すためには、手前のモデルを大きく、奥のモデルは小さく（縮尺を変えて）作ることもある。これは強制遠近法と呼ばれており、立体物を用いた騙し絵ということができる。
ミニチュアの縮尺そのものを変えるほかに、空気遠近法を応用し、色彩的に奥行き感を強調することも技法の一つとして行われる。これは「地球上にあるものは、遠くにあるものほど霞んで見え、遠くにあるものほど青みがかかって見える」ことを念頭に置いてミニチュアの色彩設計を行うもので、カメラから見て奥に配置されたモデルほど彩度を低く、青みの強い色彩とすることで、カメラとミニチュアの間の距離を実際よりも遥かに大きく見せることができる。

## スケール問題
縮小模型を使って撮影するときに、ごまかしが効かないのが物理法則である。
一例として、50階建てのビルディングが崩壊するシーンを1メートルのミニチュアモデルを使って撮影したとする。いかに外観の精巧な優れたミニチュアモデルであっても、重力はごまかすことが出来ず、実際より早く崩壊してしまうビルディングは、それが縮小模型であることを観客に容易に悟られてしまう。そのような事態を防ぐため、ミニチュア撮影では、模型のサイズをより大きく見せるため、高速度撮影が利用されることが多い。高速度撮影された映像はスローモーションになるため、たとえばトレーラーがビルに突撃して炎上する映像では、破壊されたトレーラーとビルの破片は非常にゆっくりと地上に落下していく。この手法を使うことで、実物よりも小さいミニチュアを使っていることによる違和感をかなりの程度緩和することができるが、これにも限界はあり、また、立ち上る炎や煙、水の飛沫といったものは、人為的に大きさを制御することが難しい。「直径2x4cmの木材を燃やした際に発生する炎や煙」「重さ100gの物体を水面に落とした際に発生する飛沫や波紋」といったものは、それがミニチュア撮影において「高さ30mの柱」や「総重量10トンの物体」に見立てられていても、実際のサイズや重量に比したものとして発生するためである。
円谷英二は、「模型は精密に作ることが出来ても、炎や煙、水（波飛沫）を小さくすることは出来ない」と、常々その難しさを語っていた。
下表はハリウッドのSFXスタジオで目安とされている模型のスケールと撮影速度の対応表である。
| 縮尺率 | 撮影速度(fps) |
| ------ | ------------- |
| 1/2    | 33            |
| 1/4    | 48            |
| 1/8    | 67            |
| 1/10   | 77            |
| 1/12   | 84            |
| 1/16   | 96            |
| 1/20   | 108           |
| 1/24   | 117           |
| 1/36   | 144           |
| 1/48   | 168           |
| 1/64   | 192           |
| 1/100  | 240           |

上述の問題を解決するのに一番簡単な解決法は、「ミニチュアを大きく作る（極力1/1に近いスケールのミニチュアを作る）」ことで、1974年のアメリカ映画『タワーリング・インフェルノ』では、火災を起こし炎上する超高層ビルがミニチュアで製作され、内部のガス配管を用いて要所要所が炎上するシーンを再現したが、前述の「炎を小さくすることはできないので、ミニチュアであることが目立ってしまう」問題を解決するため、ミニチュアは全高30メートルに及ぶ長大なものを製作し、吹き出す炎の大きさの違和感を極力低減することに成功した。『ブルーサンダー』（1983年）でも、全高20メートル以上に及ぶ超高層ビルのミニチュアが用いられ、ビルの壁面に反射する陽光と爆発の炎のリアルさを高めることに成功している。
ただし、このように巨大なミニチュアを用いることは、まずもって製作に多大な時間と予算ががかる上、その大きさからスタジオ内撮影が困難になるため、特撮シーンを屋外で撮影することが前提になり、撮影場所（ミニチュアの設置場所）を限定することに加え、天候が安定していない地域や国では撮影スケジュールとの兼ね合い（悪天候が続くようだと撮影できないので、期限内に撮影が終了しない可能性がある）に大きな問題が生じる、といった制約もある。また、スケールの大きなミニチュアはそれに比して作り込みの精度を上げなくてはならないため、製作に多大な手間がかかり、前述の製作時間と必要経費の増大を招く、といった問題もある。
上述の「炎、煙、水（波飛沫）」のうち、水については「実際の水を使うことにこだわらない」という発想によってリアリティを追求した例もある。円谷英二は海面の表現として「平坦な面に寒天を敷き詰め、表面を加工することによって波や航跡を表現する」という表現手法を編み出している。この手法は特に艦船を遠景で捉えたシーンにおいて、ミニチュアのスケールが小さくともリアルな水面の光の反射を再現することに成功した。また、『緯度0大作戦』（1969年）『レッド・オクトーバーを追え!』（1990年）などでは、水中での潜水艦の登場シーンでは水槽やプールではなく通常のスタジオ内でミニチュアを吊り、スモークを焚くことで海中の不透明感や水の流れを表現する、という手法が使われている。水飛沫についても、光を強く反射するガラス質の多い砂を吹き付けたり飛び散らせたりすることで、細かい水滴を表現する、という手法があり、『ガメラ3 邪神覚醒』（1999年）では、台風直下の中で怪獣同士が対峙するクライマックスにおいて、暴風雨が怪獣に叩きつけていることの表現として用いられている。

## 3DCG登場とミニチュアの現状
1980年に製作された『レイズ・ザ・タイタニック』では1/350スケールの豪華客船タイタニック号がプールに浮かべられ、スクリーン上で迫力ある沈没シーンが演出されたが、1997年に製作された『タイタニック』でのタイタニック号は、ミニチュアモデルではなくなっていた。1980年代にはごく一部でしか使われることのなかった3DCGは1990年代に入るとより一層の進歩を遂げ、デジタル・コンポジット技術の発達とともに実写と見まごうばかりの映像が作られるようになった。もっとも、撮影効果においてはまだミニチュアの方が都合が良い部分も存在するため、1997年の『タイタニック』でも部分的にミニチュアが使われており、臨機応変に使い分けている。
ストップモーション・アニメーションはミニチュア撮影が利用される代表的な撮影技法だが、1993年に製作された『ジュラシックパーク』ではフィル・ティペットのデモンストレーションによるミニチュア恐竜はILMの作り出したフルデジタルCGIによる恐竜に駆逐され、この作品ではストップモーション・アニメーションはその役割を3DCGに譲る形になってしまった。
その一方、目覚ましい進化を遂げる3DCGを多用した作品が増える中、よりリアルな存在感を求める動きが盛んになってもいる。『ロード・オブ・ザ・リング』『ダイ・ハード4.0』『007 カジノ・ロワイヤル』『キング・コング（2005年版）』等は3DCGとミニチュアを組み合わせることで、より効果的でリアリティのある重厚な表現に成功している。

## ミニチュア風撮影
当項目で解説した「縮小模型を用いて実際の情景のような映像を製作する」ものとは逆に、「実際の情景を撮影したものをあたかも「精巧なミニチュアを撮影した」かのように表現する」という写真撮影技法（画像製作技法）があり、後者を“ミニチュア風写真”もしくは“ジオラマ風写真”と呼ぶ。
ティルトシフトレンズを用いて実際の風景を意図的に被写界深度を浅く撮影するか、画像編集ソフトを用いてボケ表現のエフェクトを追加し、彩度と色味を調整してあたかも「実景を遠距離から撮影したのではなく、ミニチュアを近距離から撮影した」かのように加工したもので、デジタルカメラには、撮影モード（アートフィルターモード）に「ジオラマモード（ミニチュアモード）」を含む機種もある。
これらは、ミニチュアをカメラのレンズ（およびそれによって撮影・製作された映像）を通してではなく人間が直接見た際に生じる「実景に比べてパースが不自然であること」「近距離であるため大気による空気遠近現象がないこと」を意図的に再現したもので、このような写真を数多く撮影／製作して発表しているカメラマンも存在する。

## 関連企業
- 白組
- アップアート
- マーブリングファインアーツ